# AMF Gloria
La AMF Gloria era un'azienda meccanica italiana, fondata a Milano da Alfredo Focesi nel 1921, produttrice di biciclette, ciclomotori e motocicli, commercializzati con i marchi Gloria, Insuperabile, MACFA e Airolg. La produzione cessò nel 1955, ma alcuni marchi sono stati riutilizzati a scopi commerciali, nei decenni successivi, da altre case costruttrici.

## Storia e prodotti

### I primi anni di attività
La fondazione dell'azienda risale al 18 agosto 1921 da Alfredo Focesi, grande appassionato di corse ciclistiche, Francesco Galmozzi (che in seguito avrebbe fondato l'azienda omonima) e Artemisia Gerbi, moglie del Focesi e sorella del corridore Giovanni Gerbi. La ragione sociale completa, "A.M.F. Gloria" derivava dalla contrazione delle parole "Alfredo Focesi di Milano, biciclette GLORIA".
Alfredo Focesi nacque a Gonzaga il 6 settembre 1888.
Nel 1912 faceva il commesso in un negozio di tessuti e in precedenza aveva aiutato il cognato Giovanni Gerbi nel suo negozio-officina "Cicli Gerbi" di Milano. Focesi divenne un fervido sostenitore dell'ideologia fascista, cosa che lo aiutò a ottenere un discreto prestigio fino a essere, nel 1942 nominato "ufficiale".
Le fonti bibliografiche lo descrivono come un personaggio retto, dedito alla fabbrica giorno e notte, munifico con operai e maestranze, generoso, paterno ed appassionatissimo direttore sportivo coi propri corridori, che per ripagarlo spesso e volentieri infiammavano le corse con tattiche di gara.
Questa fama gli valse il soprannome di papà e, ai corridori della AMF Gloria, quello di Garibaldini; da quest'ultimo nacque l'idea di chiamare con tale nome, "Garibaldina", la linea di biciclette da corsa e strada.
Il declino dell'attività del Focesi coincise con la sconfitta del fascismo: nell'Italia che aveva affrontato la seconda guerra mondiale, l'azienda non era strutturata per evadere tutti gli ordini e i costi connessi con la sua ristrutturazione, che fu perseguita con un disegno che tradiva le passate manie di grandezza del titolare, non supportate dai tempi ormai mutati.
Alfredo Focesi fu trovato suicida nei pressi del suo ultimo domicilio in via Gasparotto a Milano, dove si era sparato un colpo di pistola alla testa.
Nel 1922 la produzione della Gloria, orientata alle biciclette da corsa, raggiunse subito un forte successo grazie alla vittoria del campionato del mondo. L'azienda aveva sede in un capannone di legno di 90 metri quadri in via Scarlatti a Milano e si avvaleva della collaborazione di Francesco Galmozzi, che aveva maturato esperienza nella produzione telaistica e conferì ai prodotti Gloria caratteristiche tecnico costruttive ed estetiche innovative per l'epoca.
Nel 1923 l'azienda rilevò una squadra corse di Parabiago diretta dal Pasquale Santino Ceriani, in cui fu inserito un giovane corridore di nome Libero Ferrario, che lo stesso anno vinse il campionato del mondo dilettanti diventando il primo campione del mondo dell'Italia ciclistica.
Nel 1925 la squadra ciclistica Gloria era ormai strettamente legata al settore di una produzione e veniva promossa in piena armonia con l'allora dominante ideologia fascista. In tale anno la squadra vinse anche il campionato nazionale dei dilettanti.

### Il periodo d'oro
Francesco Galmozzi lasciò la AMF Gloria nel 1926 e fondò un'impresa concorrente che portava il suo nome.
Nel 1927, la Gloria trasferì a Milano la propria sede produttiva in un palazzo di viale Abruzzi, aprendo inoltre in corso Buenos Aires un negozio di articoli sportivi e ciclistici.
In quello che al tempo veniva chiamato "ottavo anno dell'era fascista", il 1929, la squadra Gloria debuttò nel professionismo sfoggiando una maglia grigia con una fascia centrale blu. Due premi importanti, il campionato italiano juniores e il Giro di Toscana, furono vinti nel 1931; nello stesso anno la squadra trionfò al Giro d'Italia grazie al corridore Francesco Camusso.
Nel 1935 la sede e la fabbrica-officina, così come l'abitazione dei Focesi, furono spostate dal civico 58 al 42 sempre di viale Abruzzi, il negozio invece rimane in corso Buenos Aires a Milano; l'anno dopo la squadra corse aziendale incrementò ancora il palmarès vincendo la Milano-Sanremo con Angelo Varetto, la Coppa Bernocchi con Enrico Mollo e il Giro di Toscana con Giovanni Cazzulani. Nel 1938 la squadra sfoggiò un'insolita maglia bianca con banda orizzontale a strisce verticali nero-azzurre, mutando il proprio nome in "Gloria Ambrosiana" in onore dell'Ambrosiana Inter e in accordo con lo spirito dell'epoca.

### Le motoleggere

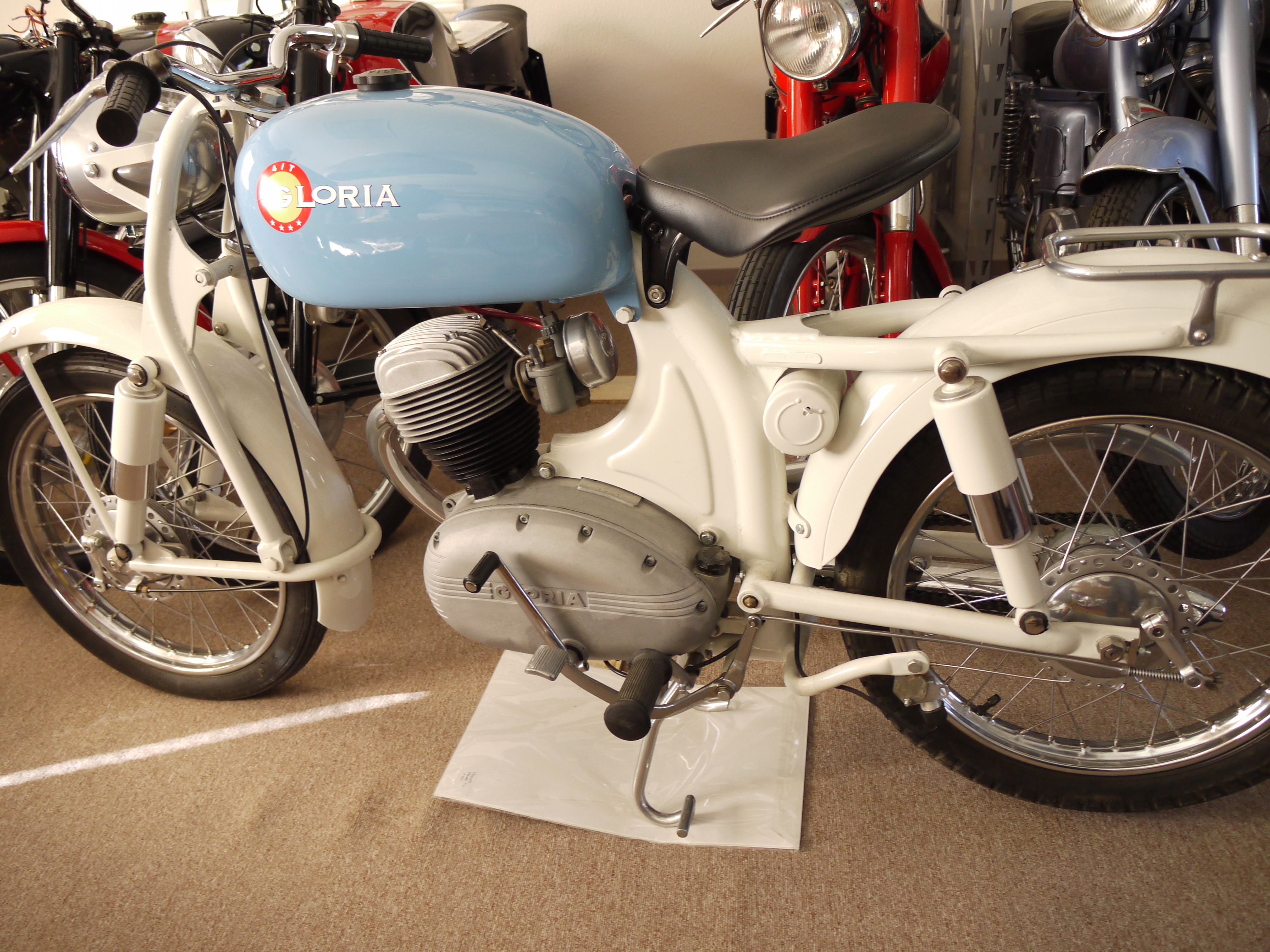
Una AMF Gloria 160 del 1954

Il 1949 fu l'anno che vide l'ingresso della Gloria nel mercato motociclistico, con la presentazione di un ciclomotore a tre marce e forcella elastica alla Triennale di Milano; l'anno dopo il negozio di corso Buenos Aires, con le sue dieci vetrine, iniziò a vendere motoleggere a fianco alle biciclette allora trattate.
Nel 1954 l'azienda era ormai diventata una società per azioni, con il nome "Commerciale Gloria spa" ma le scelte legate all'espansione dell'attività non si rivelarono felici e, il 21 febbraio 1955, il tribunale di Milano ne dichiarò il fallimento.

## Revival del marchio
Dalla chiusura dell'azienda a oggi è sopravvissuto il solo marchio, per iniziativa nel 1960, di un'azienda con stabilimenti in Veneto e successivamente, dopo diversi passaggi di mano, a opera della Fratelli Masciaghi attraverso la catena di distribuzione Carrefour.